# Numeración hebrea

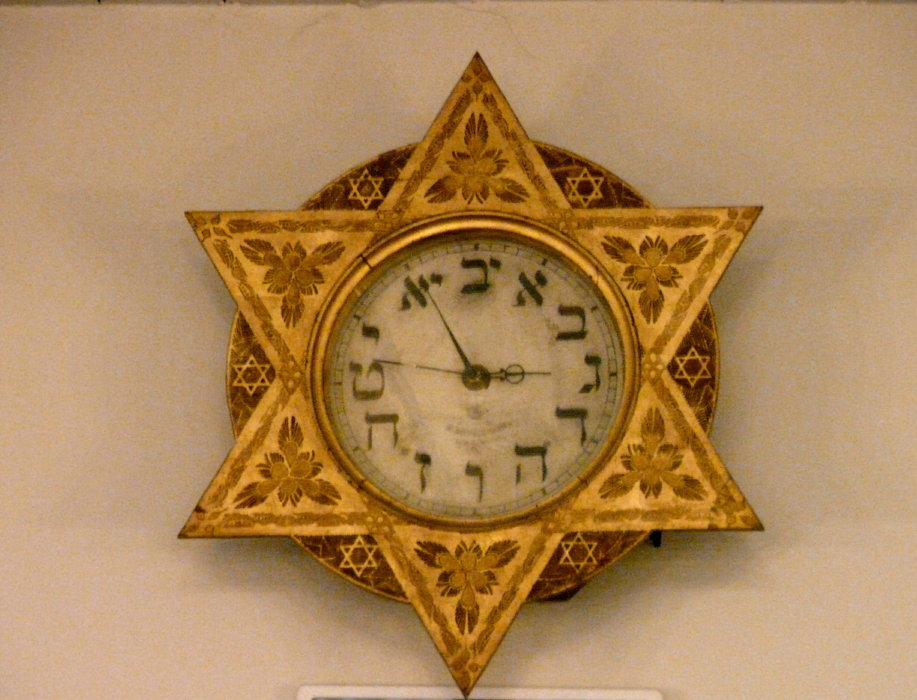
Reloj de la Sinagoga de Ámsterdam, siglo XVIII. En vez de cifras romanas o arábigas, emplea caracteres hebreos en concordancia con su valor numérico.

El sistema de numeración hebreo es un sistema alfabético casi decimal en el que se utilizan las letras del alfabeto hebreo.
En este sistema no hay notación para el 0 y los valores numéricos de cada letra individual se suman conjuntamente. Cada unidad (1, 2, 3, 4, 5, 6, 7, 8, 9) se asigna con una letra separada, cada decena (10, 20, 30, 40, 50, 60, 70, 80, 90) y cada centena (100, 200, 300, 400) se asignan, igualmente, con letras separadas. La gematría (numerología judía) generalmente hace un extenso uso de este sistema de numeración, aunque su utilización prácticamente exclusiva en la actualidad y una de las más antiguas ha sido facilitar el estudio de los textos de estudio del judaísmo, como la Torá o el Talmud.

## Tabla de valores y símbolos
| Decimal | Hebreo | Símbolo |
| ------- | ------ | ------- |
| 1       | Alef   | א       |
| 2       | Bet    | ב       |
| 3       | Gimel  | ג       |
| 4       | Dalet  | ד       |
| 5       | Hei    | ה       |
| 6       | Vav    | ו       |
| 7       | Zain   | ז       |
| 8       | Jet    | ח       |
| 9       | Tet    | ט       |
| 10      | Iud    | י       |
| 20      | Jaf    | כ       |
| 30      | Lamed  | ל       |
| 40      | Mem    | מ       |
| 50      | Nun    | נ       |
| 60      | Samej  | ס       |
| 70      | Ain    | ע       |
| 80      | Pei    | פ       |
| 90      | Tsadik | צ       |
| 100     | Kuf    | ק       |
| 200     | Reish  | ר       |
| 300     | Shim   | ש       |
| 400     | Tav    | ת       |

## Particularidades
La numeración hebrea asocia un valor numérico a cada letra. No solamente se tiene una expresión de cantidad, sino una construcción geométrica, y esta dualidad se aplica en diferentes aspectos: religiosos y hasta en "geometría sagrada", una geometría cuadrática con significado místico y filosófico, que, como toda corriente de pensamiento, tiene sus adeptos como así sus opositores.
No obstante, la utilización más común del sistema de numeración hebreo se puede encontrar en el estudio de los libros propios de la liturgia judía, como la Torá (también llamada Pentateuco, corresponde a los cinco primeros libros del Antiguo Testamento cristiano), el resto del Tanaj (es decir, los libros de los Profetas y libros como: el libro de Ester, el Cantar de los Cantares, las Lamentaciones de Jeremías, los Salmos, los Proverbios y el libro de Rut, entre otros) el Talmud (obra maestra de la legislación judía, en la que se interpretan detalladamente todos los aspectos legales que han quedado sin la adecuada explicación en la Torá, además de relatar el proceso de creación del Talmud en sí), los Midrashim (explicaciones del texto que «suplen los silencios del relato», que se caracteriza por ser pasible de una interpretación metafórica y menos literal) y otros comentarios.

## Significado doble del sistema
El alfabeto hebreo tiene veintidós consonantes, por lo que el sistema básico de numeración llega hasta la cuarta centena. Pero los sonidos consonantes hebreos son 28. Los hebreos no recurrieron a 28 letras, sino que utilizaron solamente las 22 conocidas y representaron los demás sonidos mediante la inclusión de un punto (llamado Daguesh) dentro de seis consonantes. Cuando el punto no está escrito, la consonante tiene sonido «suave» o fricativo y en el otro caso un sonido «fuerte» u oclusivo. El hecho de haber conservado 22 consonantes tiene una explicación: las letras del alfabeto están también relacionadas con polígonos regulares cuyas cantidades de lados dividen exactamente a los 360 grados de la circunferencia. Así 'á-lef no solamente simboliza al número 1, sino que también representa a un triángulo equilátero, behth está asociada con un cuadrado, guí-mel con el pentágono, en fin. El número 360 tiene 24 divisores enteros positivos, pero el 1 y el 2 no corresponden al número de lados de polígonos regulares. Quedan de esta forma 22 números que se asocian a las consonantes del alfabeto significando polígonos. Hay un paralelismo total con el alfabeto fenicio.

## Uso del significado doble en textos religiosos y antiguos
Para el uso aritmético, la correspondencia numérica es la que señala la tabla; pero en los textos sagrados una misma letra puede significar dos números diferentes. Cuando un texto da el sentido material, terrenal, humano o concreto, el número que se utiliza es el que corresponde a las figuras geométricas. Si el significado es espiritual, figurado, simbólico o celestial, se utiliza el número del sistema aritmético, como está indicado en la tabla. Como un ejemplo aclaratorio podemos citar las diez plagas que sufrió Egipto en el Éxodo y las siete plagas de Revelación o Apocalipsis. La posible asociación de ambos números, si se quisiera hacer un estudio ambivalente, con la letra zá-yin, el siete numérico y el decágono regular, indicaría que las primeras plagas fueron literales y que las del libro de Apocalipsis son en sentido figurado, que su descripción no debe ser tomada literalmente sino como metáfora o alegoría de hechos asimilables a esas descripciones. Corresponde aclarar que Apocalipsis fue escrito en griego, porque en ese entonces era el lenguaje comercial en la cuenca del Mediterráneo y era hablado por personas de distintas nacionalidades, algo parecido al uso del inglés en la actualidad. Además, había asentamientos judíos de habla griega fuera de Israel. Sin embargo, el escritor de la versión original probablemente era hebreo y el simbolismo conserva el uso de su propia lengua, aunque la escritura sea griega.

## Excepciones
Otra particularidad que puede encontrarse consiste en la escritura cambiada de los números 15 y 16. Deberían escribirse 10 + 5 y 10 + 6, respectivamente, pero los hebreos consideran escribir en su lugar 9 + 6 y 9 + 7. Esto resulta de una medida ante la posibilidad de infringir el mandato bíblico de no usar el nombre de Dios en vano, para no utilizar un Nombre que tiene cierto grado de santidad en algo tan trivial como los mismos números que se podrían utilizar para algo tan cotidiano y poco significante como por ejemplo, el comercio. El nombre de Dios se representa en hebreo por cuatro consonantes, el tetragrámaton, o sea: Yohdh-he'-waw-he'. El valor numérico de yohdh es 10 y el de he' es 5, mientras que waw es 6; pero las expresiones Yohdh-he' y Yohdh-waw son abreviaturas del Nombre Divino y se cambian por las sumas mencionadas antes. Si atendemos al significado geométrico, yohdh es un polígono de dieciocho lados, he' corresponde a un octógono y waw a un eneágono.

## Estado actual
Aunque modernamente el sistema se simplificó, en el análisis o lectura de los textos sagrados o de los documentos muy antiguos existentes no es tan automática una interpretación del significado numérico de las letras. El sistema numérico hebreo, en su origen, estuvo estrechamente ligado con contenidos religiosos. Persiste la práctica de escribir 15 y 16 como 9 + 6 y 9 + 7.